# Кабалета
Кабале́та (італ. cabaletta, від італ. cobola — «строфа» або «куплет») — невелика арія героїчного характеру з чітким ритмічним малюнком (наприклад кабалета Манріко з опери Джузеппе Верді «Трубадур»).

## Знамениті кабалети
- Non più mesta accanto al fuoco («Попелюшка» Джоакікно Россіні)
- Ah, non giunge uman pensiero («Сомнамбула» Вінченцо Белліні)
- Ah bello, a me ritorna («Норма» Вінченцо Белліні)
- Vien diletto, in ciel è la luna («Пуритани» Вінченцо Белліні)
- Suoni la tromba e intrepido («Пуритани» Вінченцо Белліні)
- Salgo già del trono aurato («Набукко» Джузеппе Верді)
- Sì vendetta, tremenda vendetta (Ріголетто» Джузеппе Верді)
- Sempre libera degg'io (Травіата» Джузеппе Верді)
- Di quella pira («Трубадур» Джузеппе Верді)

## Джерело
- Юцевич Ю. Є. Музика: словник-довідник. — Видання друге переробл. і доп. — Тернопіль: Навчальна книга — Богдан, 2009. — 359 с. — ISBN 978-966-10-0445-9